# MIT Media Lab

Logo

Das MIT Media Laboratory (kurz: Media Lab) ist eine Fakultät der Universität Massachusetts Institute of Technology, die aus der Architecture Machine Group der School of Architecture entstand. Die Universität befindet sich in Cambridge (Massachusetts). Das MIT gilt als eine weltweit führende Universität für den Bereich der Erforschung technologiegestützer Lehre und neuer Kommunikationsformen.

## Gründung und Weiterentwicklung

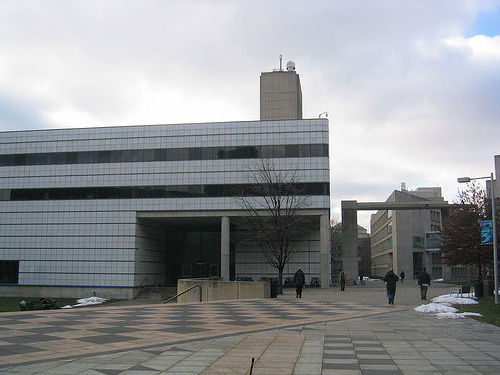
Das Gebäude des MIT Media Lab in Boston

Die Fakultät wurde 1985 vom MIT-Professor Nicholas Negroponte und Jerome Wiesner (ehemaliger Präsident des MIT) gegründet. Eine wesentliche Gründungsintention war der dato bevorstehende Prozess der Konvergenz von Computertechnik, Literatur und Rundfunk, angetrieben durch die rasanten Umbrüche in der Informationstechnologie. Das MIT Media Lab hatte sich zur Gründung zum Ziel gesetzt, diese Konvergenzprozesse wissenschaftlich zu begleiten. Nach einiger Zeit erweiterte sich durch die schneller voranschreitende Medienkonvergenz das Forschungsgebiet. Mit der Zeit bildete sich eine weltweit einzigartige und sehr umfassende wissenschaftliche Durchdringung dieses Gebietes. Die Forschungen erstrecken sich auf die wissenschaftliche Untersuchung von elektronischer Musik, Graphik-Design, Video und dreidimensionalen Darstellungen (Holographie) bzw. auf die Erforschung von Mensch-Maschine-Schnittstellen zum effizienzerhöhenden Computereinsatz in der Praxis.
Gemäß dem Leitbild seiner Gründer konzentriert sich das Media Lab auf die Erforschung, Weiterentwicklung und den neuartigen kreativen Umgang mit digitaler Technologie, um neuartige Ausdrucks- und Kommunikationsformen weiterzuentwickeln. Unter anderem erforscht das Media Lab das menschliche Verhalten in virtueller Realität, neuartige Kommunikationsschnittstellen wie sog. „Software-Agenten“ bzw. neue Kommunikationsformen und Formen der Informationsverteilung wie die sogenannte „virale Kommunikation“ bzw. virales Marketing. Bekanntestes Spin-off des MIT Media Lab ist das mittlerweile in die Praxis umgesetzte Projekt 100-Dollar-Laptop. Das Media Lab beschäftigt heute 500 Angestellte, wissenschaftliche Mitarbeiter und Professoren.

## Derzeitige Forschungsgebiete

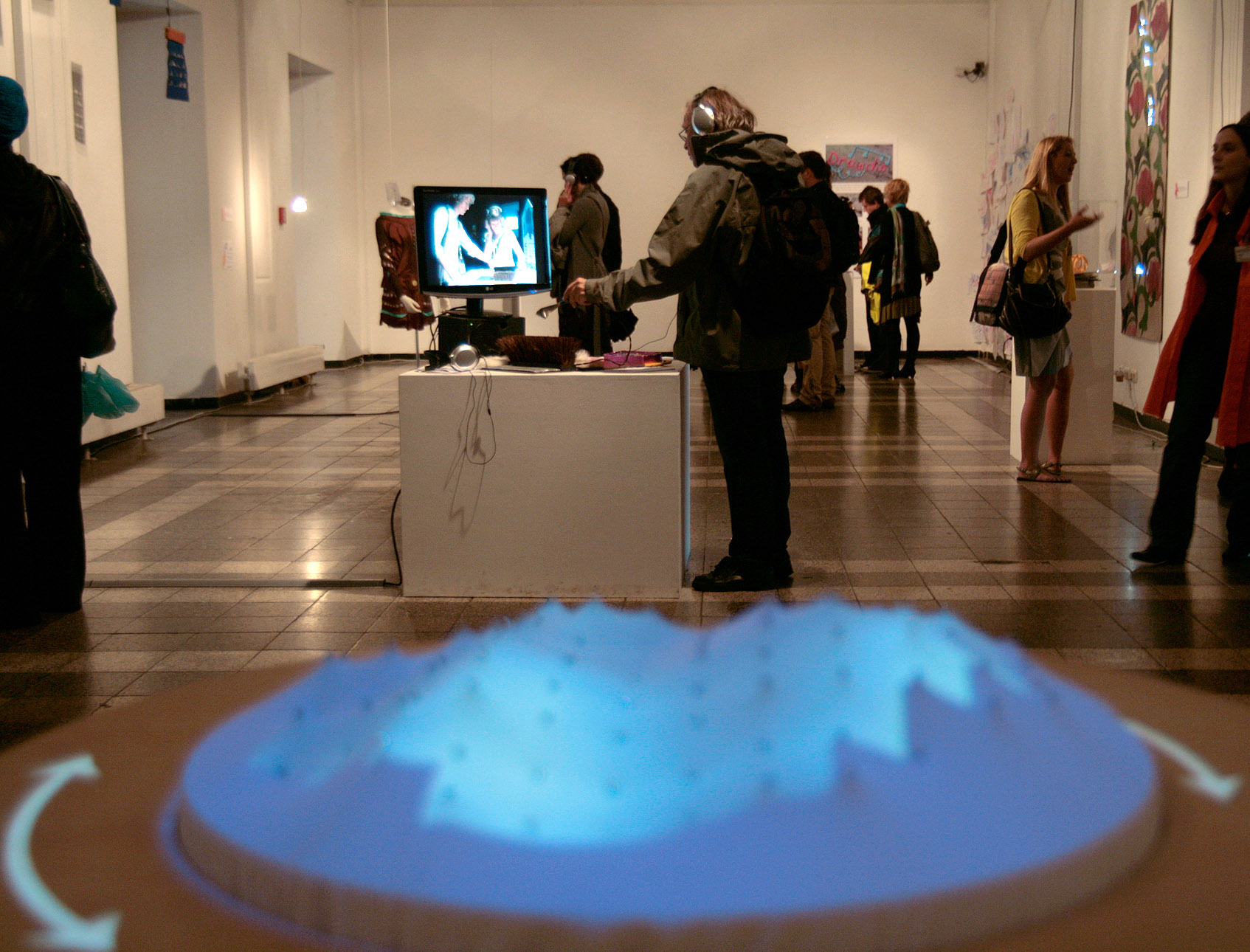
IMPETUS, eine Präsentation des MIT Media Labs während des Ars Electronica Festivals 2009

Aufgrund seiner umfassenden Konzeption sind die Forschungsgebiete entsprechend vielfältig. Projekte werden in unterschiedlichsten Gebieten durchgeführt. Derzeit erstreckt sich die Forschung auf folgende Gebiete:
1. eRationality: Dan Ariely
2. Electronic Publishing: Walter Bender
3. Object-Based Media: V. Michael Bove, Jr.
4. Robotic Life: Cynthia Breazeal
5. Computing Culture: Chris Csikszenthmihályi
6. Sociable Media: Judith Donath
7. Physics and Media: Neil Gershenfeld
8. Tangible Media: Hiroshi Ishii
9. Molecular Machines: Joseph Jacobson
10. Software Agents: Henry Lieberman
11. Viral Communications: Andrew B. Lippman
12. Opera of the Future: Tod Machover
13. Physical Language Workshop: John Maeda
14. Ambient Intelligence: Pattie Maes
15. Responsive Environments: Joseph Paradiso
16. Human Dynamics: Alex (Sandy) Pentland
17. Affective Computing: Rosalind Picard
18. Lifelong Kindergarten: Mitchel Resnick
19. Social Machines: Deb Roy
20. Speech Interfaces: Chris Schmandt
21. Context-Aware Computing: Ted Selker
22. Music, Mind and Machine: Barry Vercoe

## Aktuelle Ereignisse
Das Media Lab wurde im Jahre 2019 aufgrund der Annahme von Spendengeldern des verurteilten Sexualstraftäters Jeffrey Epstein einer genauen Prüfung unterzogen. Dies führte zum Rücktritt seines Direktors, Jōichi Itō, und veranlasste den Präsidenten des MIT, eine Untersuchung der Vorwürfe einzuleiten.